# Politique étrangère de la Finlande
La politique étrangère de la Finlande s'est développée après l'établissement du ministère des Affaires étrangères finlandais en 1917.

## Historique
Le pays profite de la révolution russe pour proclamer son indépendance envers l'Empire russe.
Ses relations envers ce qui devient l'URSS sont d'abord conflictuelles.
La guerre d'Hiver en 1939/1940 contre son puissant voisin
lui fait perdre une partie de son territoire malgré une résistance acharnée.
Pour tenter de récupérer celle-ci, elle s'allie à l'Allemagne nazie durant la guerre de Continuation entre 1941 et 1944 mais ne déclare pas la guerre aux alliés occidentaux.
Après-guerre, l'URSS lui impose une politique de neutralité, qualifiée de finlandisation, qui restera en vigueur jusqu'à la fin de la guerre froide.
Après celle-ci, le gouvernement maintient un dialogue permanent avec les pays baltes et les pays scandinaves mais également avec l'Union européenne à laquelle le pays adhère le 1er janvier 1995.
Le 12 mai 2022, elle demande son adhésion à l'OTAN du fait de l'invasion russe de l'Ukraine. Elle devient le 31e membre de l'Alliance le 4 avril 2023.

## Représentations diplomatiques

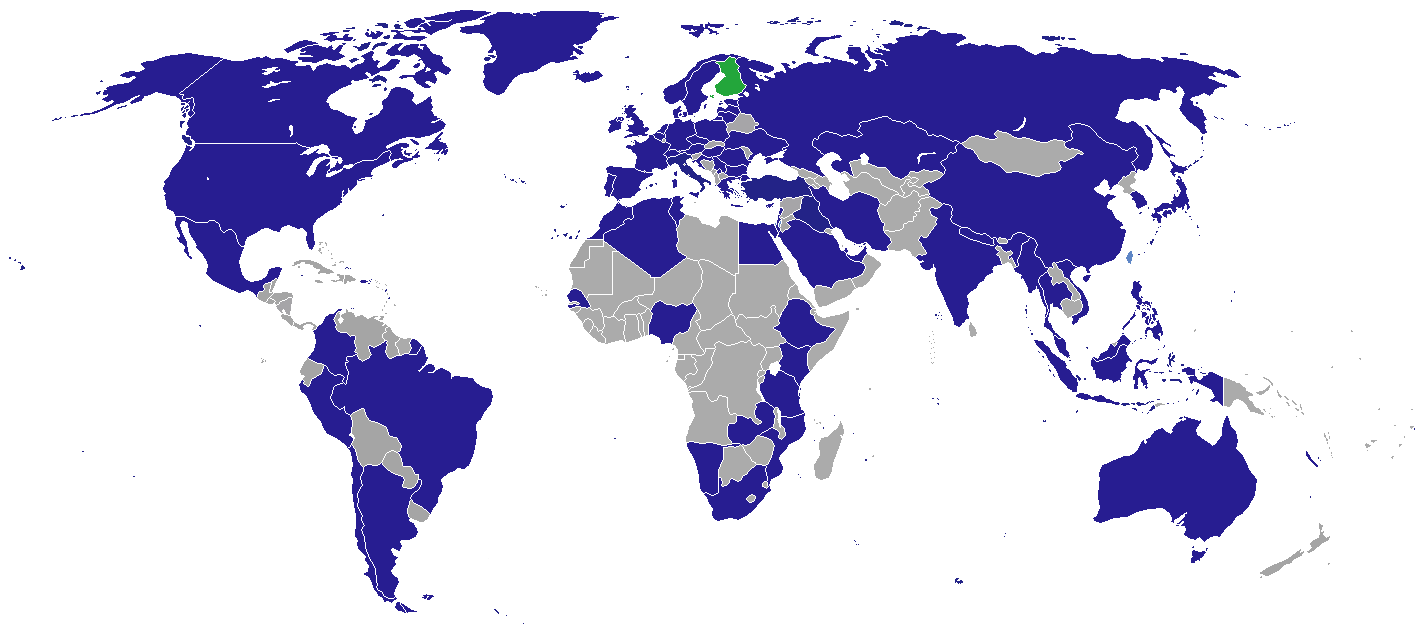
Bleu : représentations diplomatiques de la Finlande en 2008 (présence d'une ambassade ou d'un consulat).
Vert : Finlande. Gris : Absence de relations diplomatiques.